# Huarte
Huarte (em castelhano) ou Uharte ou Uharte Eguesibar (em basco) é um município da Espanha na província e comunidade foral (autónoma) de Navarra. Tem 3,84 km² de área e em 2021 tinha 7 286 habitantes (densidade: 1 897,4 hab./km²).

## Demografia
| Variação demográfica do município entre 1991 e 2004 | Variação demográfica do município entre 1991 e 2004 | Variação demográfica do município entre 1991 e 2004 | Variação demográfica do município entre 1991 e 2004 |
| --------------------------------------------------- | --------------------------------------------------- | --------------------------------------------------- | --------------------------------------------------- |
| 1991                                                | 1996                                                | 2001                                                | 2004                                                |
| 2771                                                | 2750                                                | 3115                                                | 3623                                                |